# Комета (женский хоккейный клуб)
«Коме́та» — бывший женский хоккейный клуб из Одинцово Московской области.

## История
Команда была образована 12 апреля 2013 года. С 1 по 5 мая в ледовом дворце «Багратион» города Можайска состоялся селекционный лагерь для отбора кандидатов в новую женскую хоккейную команду «Комета», для участия в чемпионате России по хоккею среди женских команд. С 2014 года клуб представляет город Одинцово.
Первую в своей истории встречу в рамках чемпионата России ХК «Комета» провёл 19 сентября 2013 года в гостях против ХК «Торнадо» (Дмитров). Можайская команда проиграла эту встречу со счётом 1:11. В этой встрече команда «Комета» забросила свою первую шайбу в ворота соперника, тем самым открыв счёт своим голам в чемпионате страны.
1 июля 2015 года по финансовым причинам команда была распущена.

## Статистика
| Сезон   | Место | И  | В  | ВО | ВБ | ПБ | ПО | П  | ЗШ  | ПШ  | О  |
| ------- | ----- | -- | -- | -- | -- | -- | -- | -- | --- | --- | -- |
| 2013/14 | 7     | 40 | 15 | 1  | 1  | 1  | 1  | 21 | 101 | 192 | 51 |

Примечание: И — количество игр, В — выигрыши в основное время, ВО — выигрыши в овертайме, ВБ — выигрыши по буллитам, ПБ — поражения по буллитам, ПО — поражения в овертайме, П — поражения в основное время, ЗШ — забито шайб, ПШ — пропущено шайб, О — очки.